# Burchard I. (Schwaben)
Burchard I. von Schwaben (* zwischen 855 und 860; † 5. November oder 23. November 911, hingerichtet) war erster Herzog von Schwaben (909–911), Markgraf in Rätien sowie Graf im Thurgau und der Baar.

## Biografie
Burchard wurde als Sohn des Grafen Adalbert II. des Erlauchten im Thurgau (825–905), Urenkel des Markgrafen Hunfried I. von Istrien und Rätien, und Judiths von Friaul (830–902) geboren. Er gehörte dem Geschlecht der Burchardinger an. Aus seiner Ehe mit Liutgard gingen die Kinder Burchard II., (* um 885; † gefallen am 29. April 926 vor Novara) und Udalrich von Schwaben (* 884 oder 885; † unbekannt) hervor. Burchard trat um 909 die Nachfolge von Ruadulf aus dem Geschlecht der Welfen als Dux, Markgraf bzw. Comes für das Grenzgebiet der Region Rätien an. Burchard verwaltete zudem seit 889 die Grafschaft Bertoldsbaar.
Burchard war um 900 der mächtigste Herrscher in Schwaben. In einem Tauschvertrag von 904 ist Burchard auch als Vogt der schwäbischen Güter des Klosters Lorsch genannt. Um seine Macht auszuweiten, begann er Intrigen gegen den Pfalzgrafen Erchanger, einen treuen Untergebenen von Konrad I., und den Bischof Salomo III. von Konstanz, Abt des Klosters St. Gallen bzw. der Fürstabtei St. Gallen und damit Reichsfürst mit Sitz im Reichstag. Die Ränkespiele verliefen ungünstig für Burchard, der gefangen genommen, vom schwäbischen Landtag des Hochverrats angeklagt und für schuldig befunden wurde. Während sein Sohn, Burchard II., und dessen Frau Regelinda zu ihrer Verwandtschaft nach Italien fliehen konnten, allerdings den Besitz in Schwaben und Rätien verloren, wurden Burchard und sein Bruder Adalbert, der Graf von Thurgau, im Jahre 911 hingerichtet.